# Dicrossus maculatus
Dicrossus maculatus är en fiskart som beskrevs av Steindachner, 1875. Dicrossus maculatus ingår i släktet Dicrossus och familjen Cichlidae. Inga underarter finns listade i Catalogue of Life.